# Bolognino

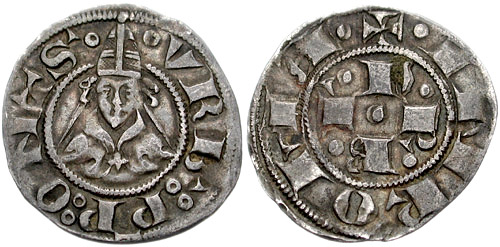
Srebrne bolognino Państwa Papieskiego z czasów Urbana V

Bolognino – nazwa włoskich monet bitych w Bolonii:
- denara (wł. piccolo bolognino) emitowanego na mocy przywileju z 1191 r. cesarza Henryka VI,
- grosza (wł. bolognino grosso) bitego od 1236 r., równowartego 12 denarom.

Bolognino emitowano do schyłku XVIII wieku. Było naśladowane w:
- Ferrarze (jako denar) oraz
- Rzymie, Ankonie, Modenie, Mantui i innych miastach środkowowłoskich (grosze).

W XV wieku monetę tę nazywano również baiocco.